# Cantón de Alvarado
Alvarado es el cantón número 6 de la provincia de Cartago, Costa Rica. Su ciudad cabecera es Pacayas.
Se sitúa al noreste de la ciudad de Cartago, en medio de los macizos volcánicos del Irazú y Turrialba, con una altitud media de alrededor de 1600 m s. n. m.
Alvarado es el segundo cantón más pequeño de la provincia, después de La Unión.

## Toponimia
El nombre del cantón de Alvarado obedece al agradecimiento de los pacayenses al Presbítero Joaquín Alvarado Ruiz, quien realizó una importante actividad apostólica y contribuyó al progreso material y cultural de esta zona.
Al respecto, una de las primeras actas municipales expone una carta enviada al Presidente y al congreso que dice: "Altamente agradecido este cuerpo por al distinción con que se ha visto a los distritos que hoy forman el cantón Alvarado, título este que regocija por la memoria de uno de los mejores, sino el primero, de los bienechores de la Provincia, Presbítero don Joaquín Alvarado, cuyo recuerdo estará latente en el corazón de todos por la cariñosa protección que dio a los huérfanos desvalidos..."

## Historia
La historia del cantón se remonta a la primera mitad del siglo XIX. Al parecer los primeros pobladores que llegaron a estas tierras en esa época se asentaron en lo que hoy es Cervantes. 
Por su parte los primeros habitantes de Pacayas llegaron provenientes de San Pedro del Mojón (hoy Montes de Oca, San José) y de varios lugares de Cartago, como Oreamuno, Taras y Tres Ríos.

### Cantonato
El cantón de Alvarado fue el sexto creado en la provincia de Cartago. Por medio de la ley N.º. 47, del 17 de julio de 1903, fueron establecidos los distritos de Pacayas, Capellades y San Cruz, como octavo, noveno, y décimo respectivamente, del cantón de Cartago.
Posteriormente fue fundado el Cantón de Alvarado, mediante la Ley #28 del 9 de julio de 1908, con cuatro distritos: Pacayas, Cervantes, Santa Cruz y Capellades. Sin embargo Santa Cruz perteneció a Alvarado durante pocos años, ya que por decreto del 28 de febrero de 1920 se anexó a Turrialba.
Hasta su fundación, los distritos de Alvarado formaban parte del cantón central de Cartago, pero no contaban con la debida atención, quizás por la carencia de medios de comunicación, ya que no había carretera.
Estas razones produjeron un deseo de independencia, que fue promovido por los vecinos más progresistas.
Ellos gestionaron la designación de cantón ante funcionarios del Gobierno del Lic. Cleto González Víquez, y ante los miembros del congreso y lo lograron.
La misma ley que crea el cantón de Alvarado le otorgó el título de Villa a la hasta entonces, Aldea de Pacayas.
Posteriormente, el 4 de mayo de 1970 fue promulgado el Código Municipal, que en su artículo tercero, le confirió el título de ciudad de Pacayas, por ser cabecera del Cantón.

## Ubicación
La anchura máxima es de 16 km, desde la confluencia con el río Peñas con el río Pilas, hasta 600 metros sur de Mata de Guineo, sobre la Línea Férrea.
Limita al este con Jiménez, al oeste con Oreamuno, al sur con Paraíso, al noreste con Turrialba y al noroeste con Oreamuno.

## Geografía
Cantón de Alvarado cuenta con un área de 79,18 km² y una altitud media de 1911 m s. n. m.

### Geología
Alvarado está formado por materiales del período cuaternario, del tipo ígneo, con edificios volcánicos

### Geomorfología
Las formas observadas están relacionadas con el relleno producido por la actividad de la sierra volcánica central; presenta frente de lava y corrientes de lodo.
Hacia Cervantes se encuentran una serie de colinas, que fueron formadas por la colada de lava del mismo nombre. Se caracteriza esa zona por una gran irregularidad de su superficie, la cual es ocasionada por la presencia de bloques de lava semiescoriácea.
El resto del cantón tiene lomas redondeadas, debido al grosor del manto de cenizas expulsado por el volcán Irazú, a través de los años.

### Hidrografía
Los ríos del cantón nacen en las laderas de la Sierra Volcánica Central, con dirección hacia la Vertiente del Caribe. Pertenecen a las cuencas del río Reventazón-Parismina, y al río Chirripó.
En la cuenca del río Reventazón-Parismina, las aguas llevan rumbo noroeste a sureste. Aquí se origina el río Birrís, que es el límite cantonal con Oreamuno. También nacen los ríos Coliblanco y Pacayas, afluentes del río Turrialba; estos tres a su vez, son linderos con el cantón de Turrialba. El río Maravilla y la quebrada Pacayas, también de esta cuenca, sirven como límites cantonales, con Jiménez y Oreamuno, respectivamente.
En la cuenca del río Chirripó las aguas corren de sur a norte. Aquí nacen los ríos Peñas y Pilas, ambos también límites cantonales, con Oreamuno el primero y con Turrialba, el segundo.
En el aspecto hidrográfico, hay que destacar que en Alvarado se produce gran parte de la electricidad que consume la provincia, mediante la planta hidroeléctrica Birrís, en Cervantes, que se alimenta de las aguas del río del mismo nombre y del río Turrialba.

### Capacidad de uso del suelo
Los sectores central y este del cantón, que comprenden un 30 por ciento del territorio de Alvarado, son aptos para cualquier uso, con métodos sencillos de manejo.
Otro 30 por ciento es apto para cualquier uso, excepto para cultivos anuales, debido a que son terrenos muy propensos a la erosión, así como a los suelos muy profundos.
Los sectores norte y sur, el 40 por ciento, debe ser destinados a la protección de cuencas hidrográficas y vida silvestre, debido al relieve tan pronunciado.
Parte del parque nacional Volcán Irazú y la Reserva Forestal Cordillera Central están dentro del cantón de Alvarado; ocupan el cinco por ciento, el primero, y el nueve por ciento, la segunda, de la superficie total del cantón.

## División administrativa
Se compone de los siguientes distritos:
1. Pacayas
2. Cervantes
3. Capellades

## Demografía
Para el año 2022, Cantón de Alvarado cuenta con una población estimada de 17 134 habitantes, y para el último censo efectuado, en 2011, Cantón de Alvarado contaba con una población de 14 312 habitantes.
De acuerdo al censo nacional del 2011, la población del cantón era de 14 312 habitantes, de los cuales, el 1,4 % nació en el extranjero. El mismo censo destaca que había 3612 viviendas ocupadas, de las cuales, el 72,4 % se encontraba en buen estado y había problemas de hacinamiento en el 3,1% de las viviendas. El 62,6% de sus habitantes vivían en áreas urbanas.
Entre otros datos, el nivel de alfabetismo del cantón es del 97,2%, con una escolaridad promedio de 6,6 años.

## Economía
La actividad económica es básicamente agrícola, con la siembra y comercialización de hortalizas.
El censo de 2011 detalla que la población económicamente activa se distribuye de la siguiente manera:
- Sector Primario: 43,4 %
- Sector Secundario: 14,4 %
- Sector Terciario: 42,0 %

## Gobierno local
Conformación del Concejo municipal actual:
- Estefanny Edith Guillén Ramírez y Geiner Francisco Masís Ramírez, del Partido Unidos Podemos
- Víctor Manuel Badilla Valverde, del Partido Actuemos Ya
- Walter Darío Carpio Víquez, del Partido Liberación Nacional
- Dora Emilia Ramírez Meléndez, del Partido Unidad Social Cristiana

La Municipalidad de Alvarado le corresponden cinco espacios para regidores. En las elecciones del 2024 resultaron elegidos:
- 2 regidores del Partido Unidos Podemos.
- 1 regidor del Partido Actuemos Ya.
- 1 regidor del Partido Liberación Nacional.
- 1 regidor del Partido Unidad Social Cristiana.

## Galería

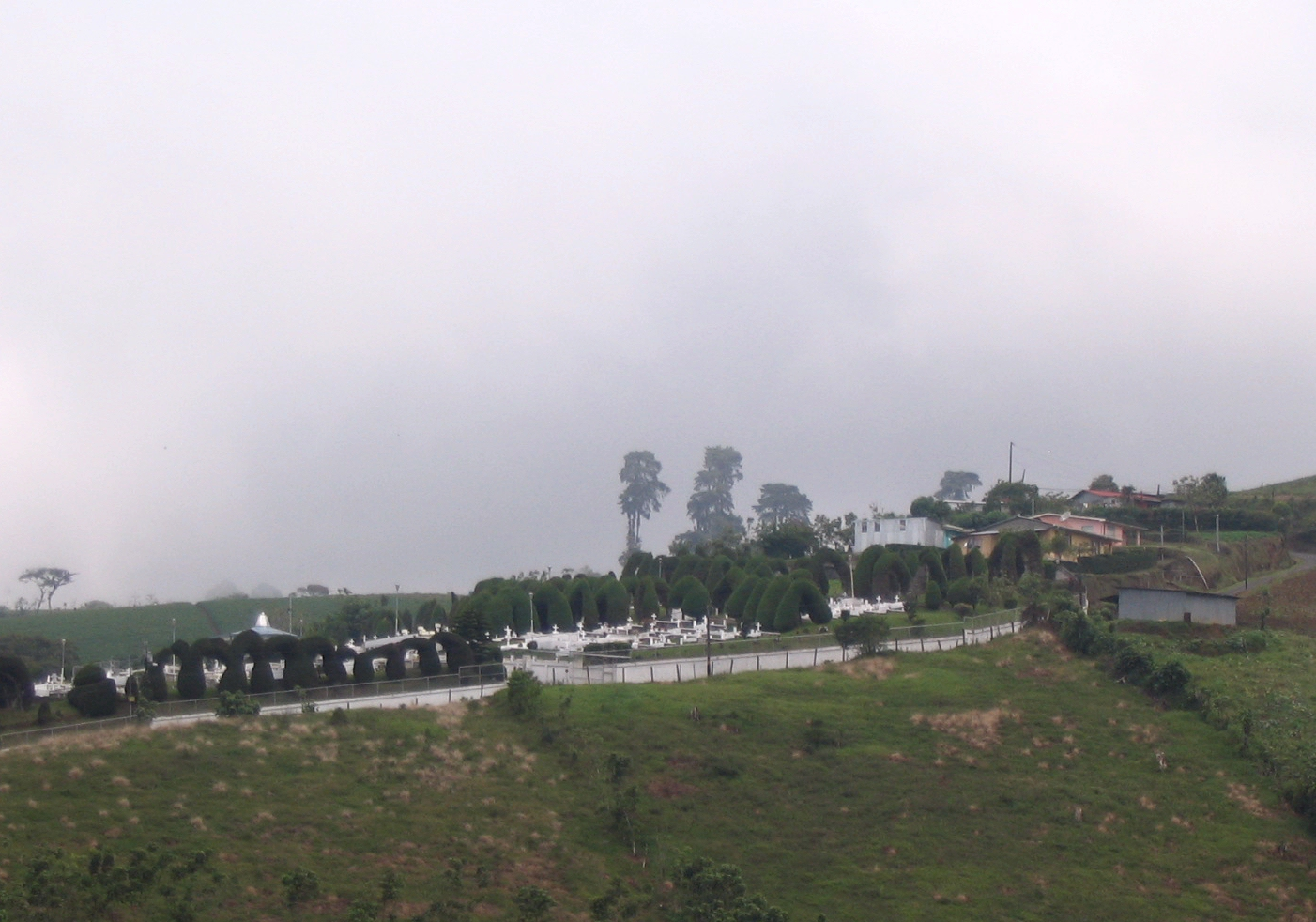
Cementerio de Pacayas
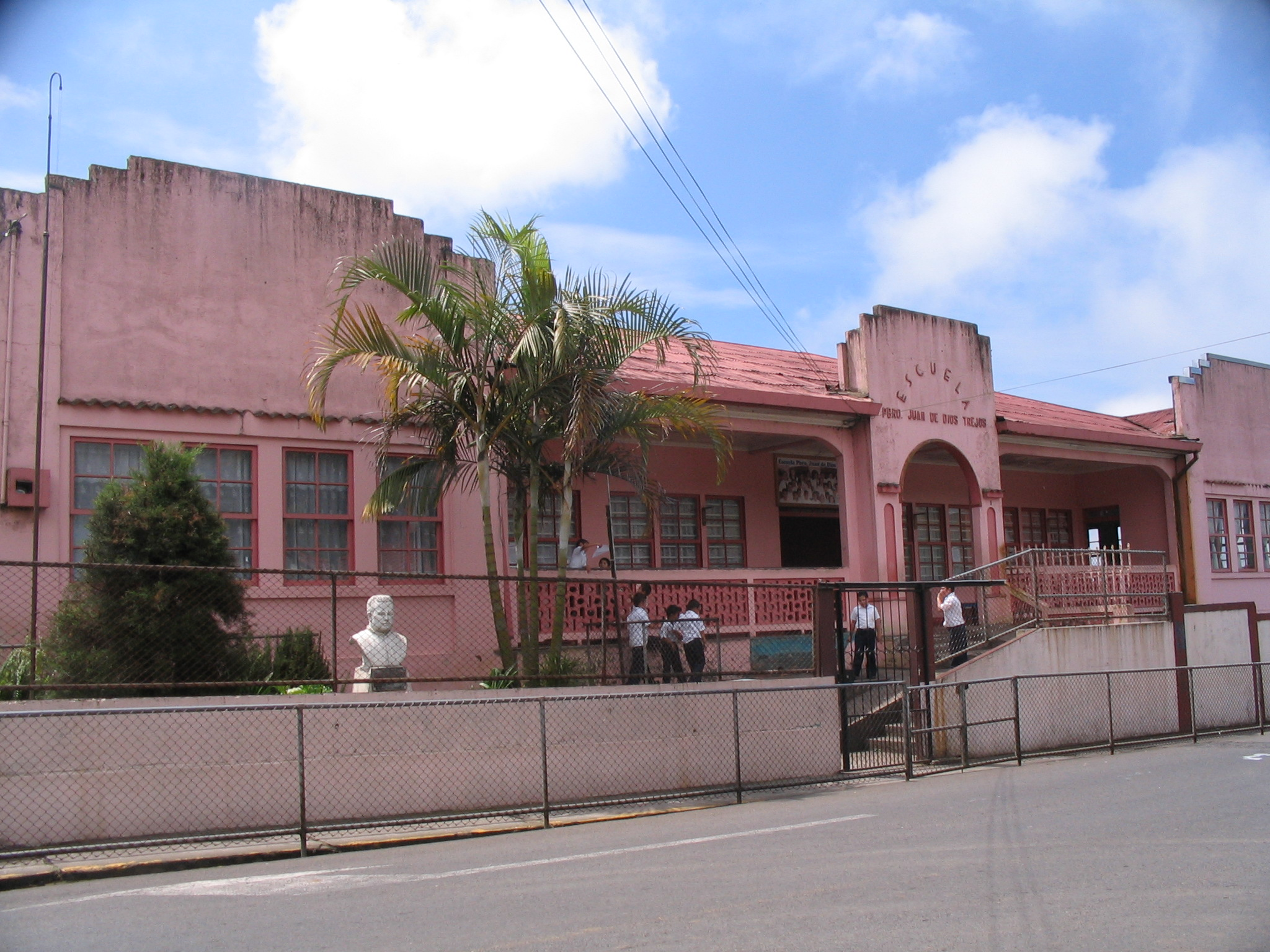
Escuela Presbítero Juan de Dios Trejos
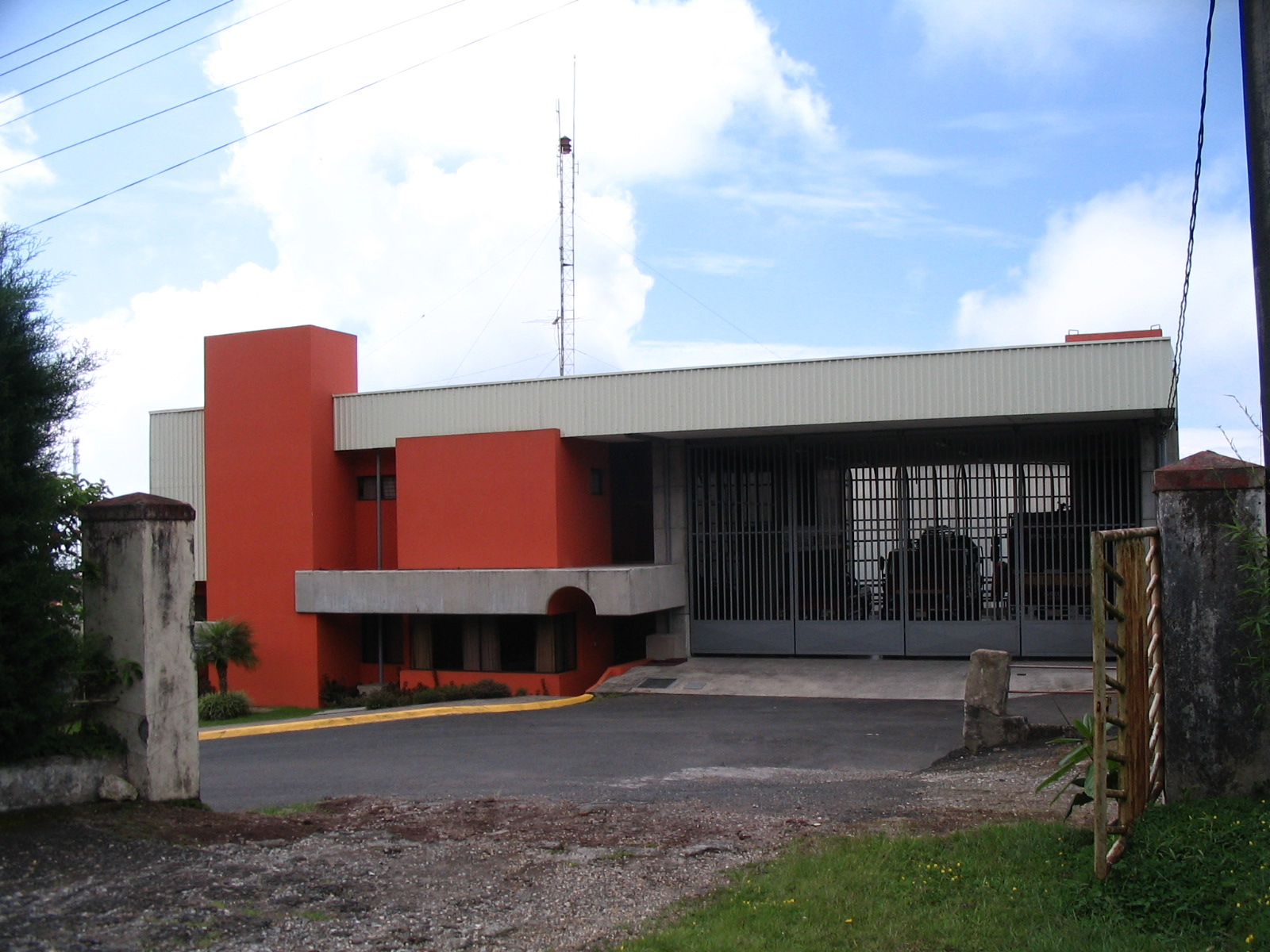
Cuerpo de Bomberos de Pacayas